# Павел Когоут
Павел Когоут (чеськ. Pavel Kohout; нар. 20 липня 1928, Прага) — чеський письменник, (поет, прозаїк, драматург), публіцист, громадський діяч, один з найвизначніших представників покоління «празької весни».

## Біографія

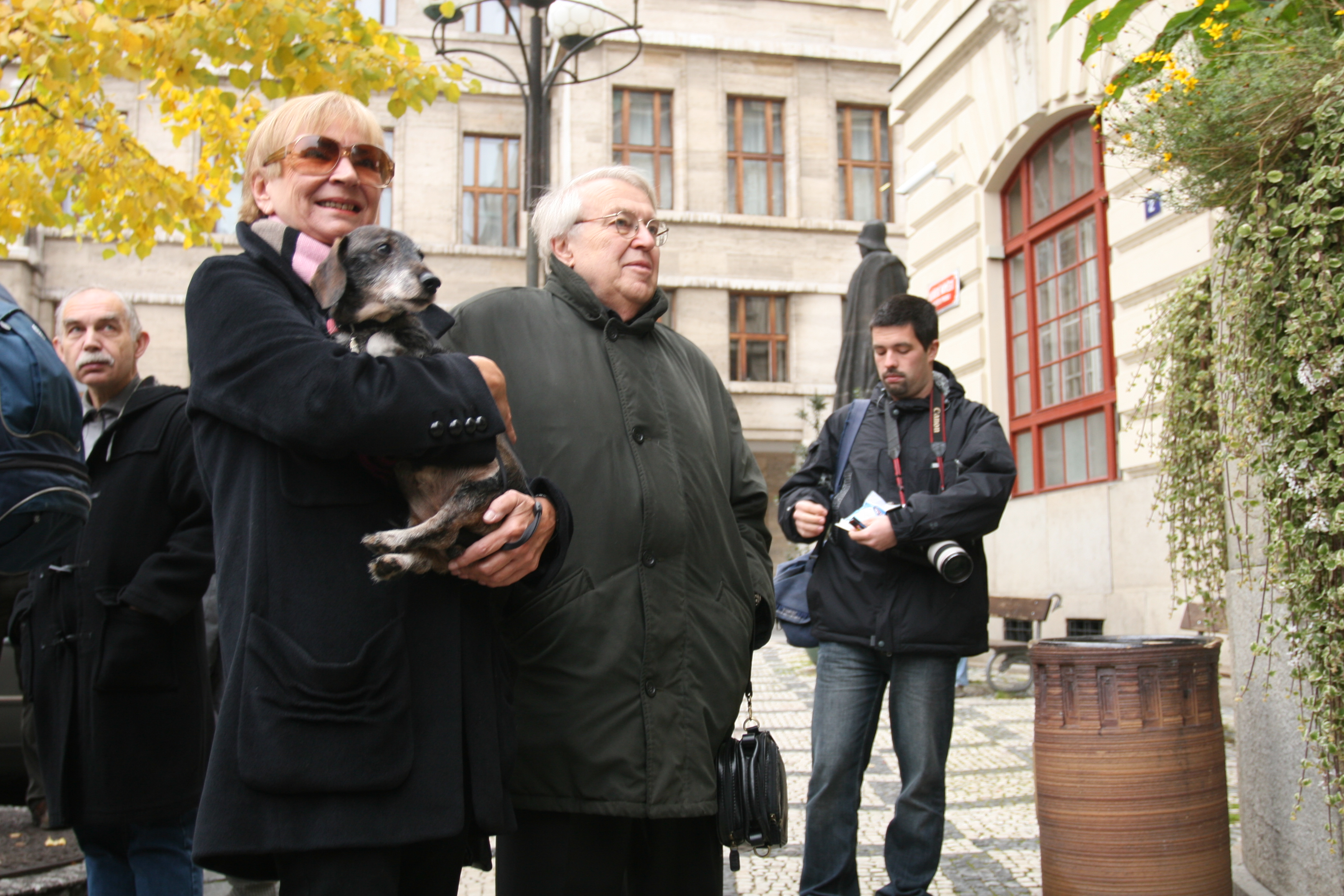
Павло Когоут зі своєю дружиною Єленою Машиновою на мітингу на підтримку нової будівлі Національної бібліотеки Чехії

Друкуватися почав в кінці 1940-х. Швидко здобув популярність як «молодіжний» поет і громадський діяч.
Творчість Когоута можна розділити на 3 етапи. У першому (1946—1955) Когоут виступає передусім як поет, що оспівує з комсомольським завзяттям будівництво соціалізму в Чехії. Вже в цей час молодий автор набуває більшої популярності, перш за все своєю п'єсою «Хороша пісня» (Dobrá píseň, 1952).
Викриття сталінізму призвело до зміни політичних поглядів Когоута. Він стає прихильником «реформованого соціалізму». Починається другий етап творчості Когоута (1955-1968). Його творча манера дедалі більше нагадує творчість його однолітків на Заході. Стає одним з перших після довгої перерви чеських письменників, які визнані і ціновані в Західній Європі, особливо в Австрії та ФРН. Популярність Когоут отримує перш за все психологічною драмою «Така любов» (Taková láska, 1959), яка йде в багатьох провідних театрах світу, своїми перекладеннями для сцени «Пригод бравого вояка Швейка» Я. Гашека і «80 днів навколо світу» Ж. Верна, а також близькою до драматургії абсурду п'єсою «Серпень, серпень, серпень» (August, august, august, 1967).
Когоут взяв активну участь у подіях «Празької весни» 1968 року, зайнявши сторону прихильників реформ. Введення радянських танків застало письменника за кордоном, однак Когоут вирішив повернутися до Чехословаччини, де і прожив до 1979 року. В умовах все більшого тиску влади й неможливості публікуватися на батьківщині Когоут змушений був виїхати до Австрії, після чого був позбавлений чехословацького громадянства. До Праги він зміг повернутися лише в 1989 році. Зараз Когоут живе у Відні та Празі, часто виступає з лекціями і бере участь в авторських читаннях.